# Bright Esieme
Bright Esieme (Umuahia, Nigeria, 4 de octubre de 1992-8 de abril de 2024)fue un futbolista nigeriano que jugó en la posición de defensa.

## Carrera

### Club
| Periodo   | Club               |
| --------- | ------------------ |
| 2010-2012 | ABS FC             |
| 2013-2015 | Enyimba FC         |
| 2016-2017 | Enugu Rangers FC   |
| 2018      | Niger Tornadoes FC |
| 2019      | Abia Comets FC     |
| 2020      | Enyimba FC         |

### Selección nacional
Jugó para Nigeria en cuatro ocasiones en el Campeonato Africano de Naciones de 2014 donde terminó en tercer lugar.

## Muerte
Esieme murió a causa de una enfermedad el 8 de abril de 2024 a los 31 años.

## Logros
- Liga de Fútbol Profesional de Nigeria (2): 2015, 2016
- Copa de Nigeria (2): 2013, 2014
- Supercopa de Nigeria (1): 2013